# Santa Rita (ilha do Príncipe)
Santa Rita é uma aldeia de São Tomé e Príncipe, localizada a Norte da Ilha do Príncipe. Encontra-se nas proximidades da Praia da Ribeira Izé e da Praia de Santa Rita.